# SAFETY LOVE
「SAFETY LOVE」（セーフティ・ラブ）は、Soul Crusadersのデビューシングル。

## 概要
この曲でフジテレビの音楽番組『HEY!HEY!HEY! MUSIC CHAMP』に出演した。表題曲の作詞・作曲を手掛けていないのはプロデューサーである長戸大幸の意向によるもの。また、シングルでは自身最大のヒットである。小室ミュージックを連想させるノリの良い曲に仕上がっている。

## 収録曲
1. SAFETY LOVE
  - 作詞：AZUKI七 作曲：大野愛果　編曲：寺尾広
2. I'll be there for you
  - 作詞：森下知美　作曲・編曲：寺尾広
3. SAFETY LOVE <lightin' grooves mix>
4. SAFETY LOVE <instrumental>